# Lennart Nilsson (Fußballspieler)
Lennart Nilsson (* 1959) ist ein ehemaliger schwedischer Fußballspieler. Der Offensivspieler lief für IF Elfsborg und IFK Göteborg in der Allsvenskan auf, dabei gewann er den schwedischen Meistertitel und den UEFA-Pokal.

## Werdegang
Nilsson debütierte 1978 für IF Elfsborg in der Allsvenskan. In den folgenden Jahren schwankte er mit der Mannschaft zwischen dem Abstiegskampf und dem oberen Tabellendrittel. In der Spielzeit 1981 erreichte er mit dem Klub einerseits das Endspiel um den schwedischen Landespokal, das gegen Kalmar FF verloren wurde. Andererseits musste der Verein – trotz seiner neun Saisontore, die ihn als vereinsbesten Torschützen auf den achten Rang in der Torschützenliste führten – in den Relegationsspielen antreten, dort erhielt er gegen BK Häcken die Klasse. War der Nilsson in der Spielzeit 1983 noch in der Meisterschaftsendrunde vertreten und beim Viertelfinalaus gegen IFK Göteborg neben Thomas Ahlström Torschütze, stieg er mit dem Verein am Ende der folgenden Spielzeit in die Zweitklassigkeit ab. Nach dem direkten Wiederaufstieg war er mit sechs Saisontoren entscheidend am Klassenerhalt des Klubs beteiligt.
Anfang 1987 wechselte Nilsson zum Ligakonkurrenten IFK Göteborg. Zunächst bei den Viertelfinalspiels im UEFA-Pokal 1986/87 gegen Inter Mailand noch Ersatzmann, avancierte er im Anschluss zum Stammspieler. Als Sturmpartner von Stefan Pettersson war er mit einem Tor im Halbfinalhinspiel beim 4:1-Heimerfolg gegen FC Swarovski Tirol sowie mit seinem Treffer zum 1:0-Zwischenstand im Finalrückspiel gegen den schottischen Vertreter Dundee United am Europapokalsieg beteiligt. Neben Thomas Wernerson war er zudem als einziger Spieler in allen 22 Saisonspielen in der Spielzeit 1987 auf dem Platz, mit neun Toren in der regulären und zwei Toren in der Finalrunde trug er zum Meisterschaftsgewinn bei. Bis 1992 stand er noch bei IFK Göteborg unter Vertrag, verletzungsbedingt kam er jedoch nur noch unregelmäßig zum Einsatz.